# Toulgoetodes boudinoti
Toulgoetodes boudinoti là một loài bướm đêm trong họ Crambidae.